# بطولة العالم لسباق الدراجات على الطريق 2016

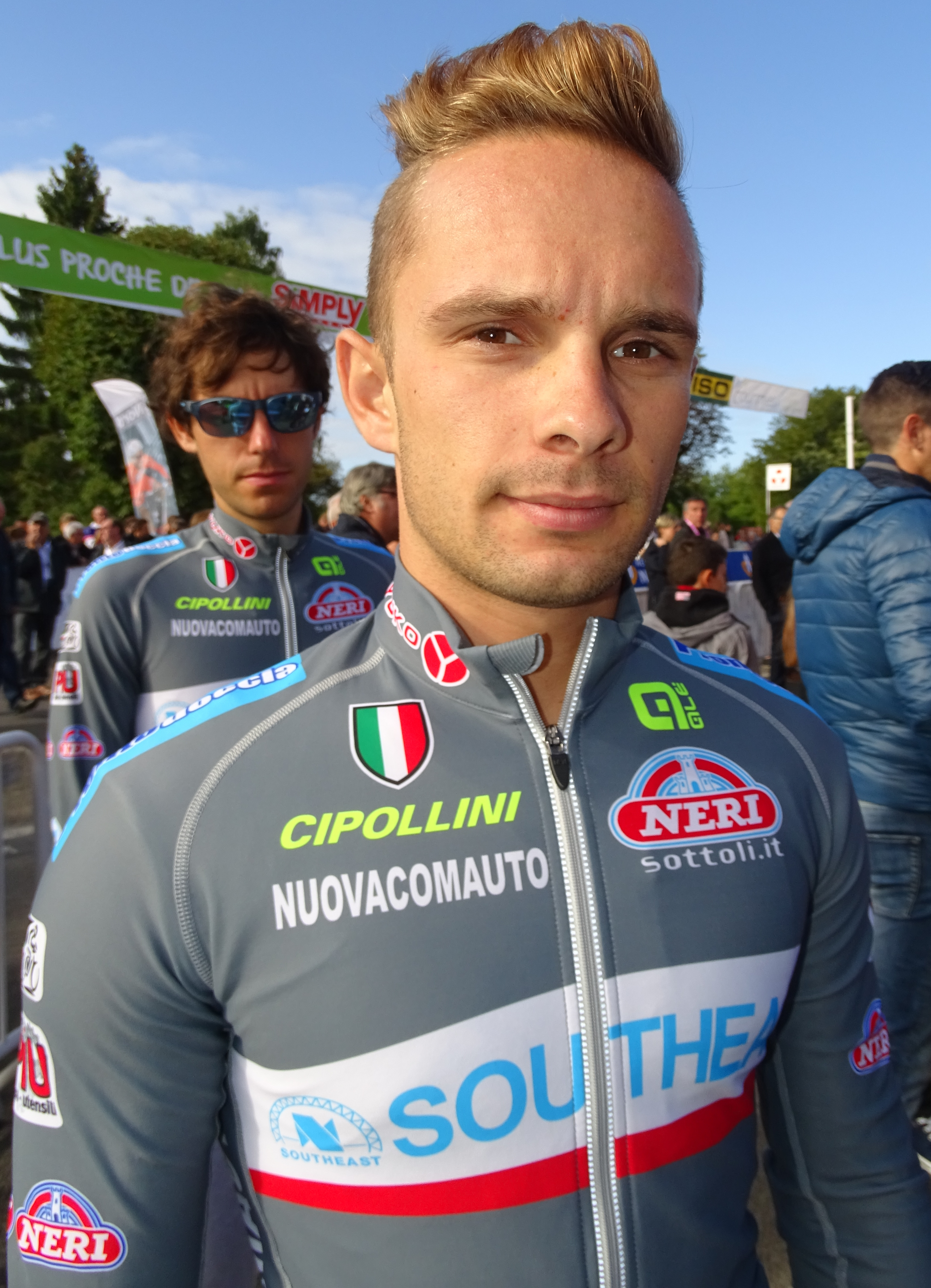

بطولة العالم لسباق الدراجات على الطريق 2016 (بالإنجليزية: 2016 UCI Road World Championships) هو سباق دراجات هوائية.

## ملخص الأحداث

### أحداث النخبة
| Event                   | الذهبية | الذهبية    | الفضية | الفضية   | البرونزية | البرونزية   |
| ----------------------- | --- | ---------- | --- | -------- | --- | ----------- |
| الرجال                  | |            | |          | |             |
| سباق الطريق             | بيتر ساجان (SVK) | 5h 40' 43" | مارك كافنديش (GBR)                                                                                                 | s.t.     | توم بونن (BEL) | s.t.        |
| الطريق ضد الساعة        | طوني مارتين (GER) | 44' 42.99" | فاسيل كريانكا (BLR)                                                                                                | + 45.05" | جوناثان كاستروفيجو (ESP) | + 1' 10.91" |
| الطريق ضد الساعة للفرق  | دكونيك كويك ستب | 42' 32.39" | بي إم سي راسينغ | + 11.69" | أوريكا سكوت | + 37.12"    |
| الطريق ضد الساعة للفرق  | بوب جونهيلس (LUX) مارسيل كيتل (GER) يفيس لامارت (BEL) طوني مارتين (GER) نيكي تيربسترا (NED) جوليان فيرموت (BEL)         | 42' 32.39" | روهان دنيس (AUS) ستيفان كونغ (SUI) دانيال أوس (ITA) تايلور فيني (USA) مانويل كوينزياتو (ITA) Joey Rosskopf (USA)   | + 11.69" | Luke Durbridge (AUS) الكسندر ادموندسون (AUS) مايكل هيبورن (AUS) داريل إيمبي (RSA) مايكل ماثيوز (دراج) (AUS) سفين توفت (CAN) | + 37.12"    |
| النساء                  | |            | |          | |             |
| الطريق المداري          | أمالي ديديريكسن (DEN)                                                                                                   | 3h 10' 27" | كيرستن وايلد (NED)                                                                                                 | s.t.     | لوتا ليبيستو (FIN) | s.t.        |
| الطريق ضد الساعة        | أمبر نبين (USA) | 36' 37.04" | إيلين فان دايك (NED)                                                                                               | + 5.99"  | كاترين جارفوت (AUS) | + 8.32"     |
| الطريق ضد الساعة للفرق ‏ | Boels–Dolmans | 48' 41.62" | Canyon–SRAM | + 48.24" | Cervélo–Bigla Pro Cycling                                                                                                   | + 1' 56.47" |
| الطريق ضد الساعة للفرق ‏ | شانتال بلاك (NED) كارول آن كانويل (CAN) ليزي ديجنان (GBR) كريستين ماجروس (LUX) إيفلين ستيفنز (USA) إيلين فان دايك (NED) | 48' 41.62" | ألينا أمياليوسيك (BLR) هانا بارنز (GBR) ليزا برينور (GER) ايلينا سيتشيني (ITA) ميكي كروجر (GER) تريكسي ووراك (GER) | + 48.24" | سيارا هورن (GBR) ليزا كلاين (GER) لوتا ليبيستو (FIN) أشلي مولمان (RSA) جويل نومينفيل (CAN) ستيفاني بول (GER)                | + 1' 56.47" |

### أحداث تحت سن 23
| Event             | الذهبية                 | الذهبية    | الفضية                   | الفضية   | البرونزية            | البرونزية |
| ----------------- | ----------------------- | ---------- | ------------------------ | -------- | -------------------- | --------- |
| الرجال تحت سن 23  |                         |            |                          |          |                      |           |
| الطريق المداري ‏   | كريستوفر هالفورسن (NOR) | 3h 40' 53" | باسكال أكرمان (GER)      | s.t.     | ياكوب ماريكزكو (ITA) | s.t.      |
| الطريق ضد الساعة ‏ | Marco Mathis (GER)      | 34' 08.09" | ماكسيميليان شاخمان (GER) | + 18.63" | مايلز سكوتسون (AUS)  | + 37.98"  |

### أحداث الشبان
| Event                                                                    | الذهبية                | الذهبية    | الفضية              | الفضية   | البرونزية          | البرونزية |
| ------------------------------------------------------------------------ | ---------------------- | ---------- | ------------------- | -------- | ------------------ | --------- |
| الشبان                                                                   |                        |            |                     |          |                    |           |
| الطريق المداري ‏                                                          | Jakob Egholm (DEN)     | 2h 58' 19" | Niklas Märkl (GER)  | + 7"     | Reto Müller ‏ (SUI) | + 7"      |
| الطريق ضد الساعة ‏                                                        | براندون ماكنولتي (USA) | 34' 42.29" | ميكيل بيرج (DEN)    | + 35.18" | يان غاريسون (USA)  | + 53.08"  |
| الشابات                                                                  |                        |            |                     |          |                    |           |
| الطريق المداري ‏                                                          | إليسا بالسامو (ITA)    | 1h 53' 04" | سكاي شنايدر (USA)   | s.t.     | سوزان أندرسن (NOR) | s.t.      |
| سباق الطريق ضد الساعة للشابات في بطولة العالم لسباق الدراجات على الطريق ‏ | Karlijn Swinkels (NED) | 18' 21.77" | Lisa Morzenti (ITA) | + 7.35"  | جولييت لابوس (FRA) | + 21.35"  |

## وصلات خارجية
- الموقع الرسمي